# Sydkoreas herrjuniorlandslag i ishockey
Sydkoreas herrjuniorlandslag i ishockey representerar Sydkorea i ishockey för herrjuniorer. Laget spelade sin första landskamp den 16 mars 1990 i Eindhoven under juniorvärldsmästerskapets C-grupp, och förlorade då med 1-10 mot Nordkorea.

### Fotnoter
1. ↑  ”Championnat du monde 1990 des moins de 20 ans”. Hockeyarvhives. 1989-1990. http://www.passionhockey.com/hockeyarchives/U-20_1990.htm. Läst 16 december 2013.